# Cyriel Blanchard
Ne doit pas être confondu avec Cyril Blanchard, un autre joueur de rugby à XV.

a Compétitions nationales et continentales officielles uniquement.

Cyriel Blanchard, né le 3 juin 1984 à Aire-sur-l'Adour, est un joueur français de rugby à XV évoluant au poste de talonneur.

## Biographie
Natif d'Aire-sur-l'Adour, Cyriel Blanchard est formé au Stade montois, à partir de 1999 depuis la catégorie cadet, et remporte le titre de champion de France en catégorie Crabos en 2002,. Il intègre l'équipe senior à partir de la saison 2005-2006,, évoluant à deux reprises en Top 14.
Au terme de la saison 2016-2017, il annonce sa retraite sportive au niveau professionnel après douze années en équipe première du Stade montois et songe, en parallèle d'un projet de reconversion, à rejoindre le club de sa ville natale, l'Avenir aturin. Néanmoins, il est contacté par l'US Dax qui annonce deux jours plus tard sa signature pour deux saisons. Une blessure à la main due à un accident domestique retarde ses débuts avec sa nouvelle équipe d'environ un mois.
Malgré son contrat de deux saisons, après la relégation du club dacquois en Fédérale 1 au terme de sa première année, il obtient une rupture de contrat afin de pouvoir s'engager avec l'Avenir aturin pour la saison 2018-2019.
Il interrompt par la suite sa carrière sportive, mais la reprend à deux reprises. En 2021-2022, il porte le maillot de l'AS Montfort, tandis qu'en 2023-2024, il joue avec la PS Tartas.

## Palmarès
- Coupe René-Crabos :
  - Champion : 2002.